# Malesherbia paniculata
Malesherbia paniculata je biljka iz porodice Passifloraceae, potporodice Malesherbioideae. 
Nisu poznati sinonimi za ovu biljku.